# Ninja Kiwi
Ninja Kiwi es una empresa desarrolladora de videojuego móvil y en línea fundada en Auckland, Nueva Zelanda en 2006 por Chris y Stephen Harris. El primer juego de Ninja Kiwi era un juego basado en navegador llamado Cash Sprint, desarrollado en el Adobe Flash Plataform. Desde entonces,  han producido más de 60 juegos a través de las plataformas que incluyen Adobe Flash, Android, iOS, PlayStation Portátil, Nintendo DS, y más recientemente, Steam. Sus más conocidos títulos son el Bloons y Bloons TD games. En 2012, Ninja Kiwi adquirió en Dundee, Escocia basó desarrollador, Digital Goldfish, para un undisclosed suma.
Ninja Kiwi tiene una moneda virtual conocida como NK Coins; compras de juegos y compras dentro del juego pueden ser tramitadas utilizando NK Coins. Alrededor de dieciocho meses antes de su disolución por su empresa matriz, Mochi Media (otro importante sitio web de juegos) suspendió su moneda virtual (monedas Mochi) y lo reemplazó con la moneda virtual de Ninja Kiwi. Ninja Kiwi tiene un foro en línea también; La gente puede discutir los juegos de Ninja Kiwi y otros temas diversos en el foro. Cuando Ninja Kiwi cambió a su nuevo sitio web que contenía un nuevo foro, la mayoría de los usuarios todavía preferían el foro más antiguo, principalmente debido al formato del nuevo foro y al hecho de que no contiene ninguno de los temas del foro anterior. Tras la presión recibida de los usuarios, Ninja Kiwi decidió mantener el foro del sitio web más antiguo. Hasta el 7 de junio de 2016, cuando ambos foros fueron cerrados y reemplazados por un nuevo foro.

## Historia
Ninja Kiwi Games fue fundada por Chris y Stephen Harris en 2006. La decisión de desarrollar juegos fue llevada a cabo por Stephen después de completar un curso de diseño de juegos en la Escuela de Diseño de Medios de Auckland. Se había graduado previamente en la Universidad de Auckland con un título en geofísica. El primer juego que los hermanos crearon fue el ya desaparecido Cash Sprint, un juego basado en navegador donde los jugadores corrieron un coche fantasma y el jugador con el tiempo más rápido cada semana fue recompensado con un premio en efectivo. Sin embargo, no pudieron atraer a los anunciantes para financiar el proyecto y se vieron obligados a desecharlo después de 14 semanas de operación. A continuación, lanzaron su propio portal web que se agrupó para obtener desarrollador, Digital Goldfish, que quería formar equipo para lanzar Bloons como una aplicación para el iPhone application,  donde alcanzó el puesto número dos en la tienda de aplicaciones en los Estados Unidos. La relación entre Ninja Kiwi y Digital Goldfish continuó mucho después de esto, con varios miembros del personal de Digital Goldfish completamente dedicados al desarrollo móvil de los juegos Ninja Kiwi. En 2012, Ninja Kiwi compró Digital Goldfish. Los títulos anteriores que las dos compañías crearon juntos habían acumulado millones de descargas. Debido a la ya estrecha relación entre las dos compañías, la fusión fue descrita por el fundador de Digital Goldfish, Barry Petrie, como un "paso progresivo natural en la relación entre las dos compañías." Digital Goldfish fue renombrado Ninja Kiwi Europa. La fusión aumentó el número de empleados de Ninja Kiwi a 35.

## Premios
En 2012, SAS: Zombie Assault 3 ganó los premios Flash Gaming Summit por "Mejor Juego de Disparos" y "Mejor Juego Multijugador".
En 2013, Bloons TD 5 fue nominado en la Cumbre de Juego Flash para premios en "Mejor Juego de Estrategia" y "Mejor Juego de Cruz-Plataforma".

## Juegos

### Juegos de la serie "Bloons"
Bloons fue un gran avance para Ninja Kiwi. La idea vino de la esposa del desarrollador Stephen Harris, quien sugirió que hicieran un juego similar al del carnaval donde la gente arroja dardos en los globos. El Bloons original fue lanzado en abril de 2007 y ha generado muchas secuelas y spin offs, incluyendo el también exitoso Bloons TD.
| - Bloons (2007) - Bloons 2 (2010) - Bloons Insanity - Bloons Junior | - Bloons Player pack (1-5) - Bloons Pop 3 - Even More Bloons - Hot Air Bloon - Bloons Para Móvil - Serie Bloons TD (2007–presente) | - Bloons Tower Defense (2007) - Bloons Tower Defense 2 (2007) - Bloons TD 3 (2008) - Bloons TD 4 (2009) - Bloons TD 4 Expansion (2009) - Bloons TD 5 (2011) - Bloons TD 5 Deluxe (2012-2014) - Bloons TD 6 (2018) - Bloons TD Battles (2012) - Bloons Super Monkey - Bloons Super Monkey 2 (2013) - Bloons Monkey City (2013) - Bloons Adventure Time TD (2018) |

### Fortress Destroyer
En 2015, Ninja Kiwi anunció el lanzamiento de Fortress Destroyer, un juego de acción de guerra naval. Es oficialmente el primero de los juegos de Ninja Kiwi para ser ejecutado en el Unity Web Player.

### Juegos móviles
Muchos de los juegos Ninja Kiwi creado para los navegadores web fueron lanzados para dispositivos móviles, principalmente iOS y dispositivos Android. Esta es una breve lista de juegos lanzados por Ninja Kiwi para móviles.  
- Battle Panic Mobile
- Cursed Treasure Mobile
- Edition Driller Bunny for Mobile
- Extreme Tilt
- Snowboarding Hungry
- Sumo Mobile Edition
- Meeblings Mobile
- Powerpool Mobile
- SAS Zombie Assault 3
- Mobile SAS Zombie Assault 4
- Mobile SAS Zombie Assault TD
- iOS Bloons TD Battles
- Mobile Bloons TD 3 (as Bloons TD)
- Bloons TD 4
- Bloons TD 5
- Bloons TD Battles
- Bloons Monkey City
- Fortress Destroyer
- Bloons Supermonkey 2
- Bloons TD 6
- Bloons Adventure Time TD
- Countersnipe

### Juegos de disparos
- Countersnipe - diciembre de 2019–presente
- SAS: Zombie Assault 4 - mayo de 2014–presente
- SAS: Zombie Assault 3 - 2011-2012
- SAS: Zombie Assault 2 - 2010-2011
- SAS: Zombie Assault - 2009 - 2010